# Frank Williams Racing Cars
Frank Williams Racing Cars foi uma equipe britânica de automobilismo fundada por Frank Williams que disputou a Fórmula 1 entre 1969 e 1975, e 1976 como Wolf – Williams Racing.
A equipe disputou 79 corridas, mas nunca alcançou resultados satisfatórios. No início de 1976, o canadense Walter Wolf comprou 60% da equipe e renomeou-a para Wolf – Williams Racing. Posteriormente, Wolf comprou 100% da equipe e a transformou na Walter Wolf Racing.

## História

### Frank Williams Racing Cars (1969–1975)
A petrolífera francesa Motul passou a apoiar a equipe para a temporada de 1972, permitindo que Williams comprasse um novo March 721 para Pescarolo, [1] enquanto o apoio da fabricante italiana de brinquedos Politoys forneceu dinheiro para construir um chassi interno. No Grande Prêmio do Brasil, prova que não fazia parte do Campeonato de 1972, Carlos Pace foi inscrito em um March 711 do ano anterior, depois ficando em quinto lugar no Grande Prêmio da Bélgica.
O Politoys FX3 projetado por Len Bailey era um carro com motor Cosworth convencional com uma caixa de câmbio Hewland FG400. Ele estreou nas mãos de Pescarolo no Grande Prêmio da Grã-Bretanha, mas a direção falhou e o carro foi seriamente danificado. [2] Pescarolo voltou para seu March 721 enquanto o Politoys era reconstruído. Em sua última aparição como o Politoys FX3, Chris Amon pilotou o carro para a equipe no final da temporada fora do Campeonato Mundial de 1972 na Corrida de Vitória do Campeonato Mundial em Brands Hatch, mas se classificou apenas em 20º e se retirou devido a falha no motor. [3]
A Motul e a Politoys retiraram o apoio no final de 1972, mas Williams conseguiu atrair o apoio da gigante de cigarros Marlboro e da fabricante italiana de carros esportivos Iso Autoveicoli S.p.A. para a temporada de 1973. O Politoys FX3 foi retrabalhado como o Iso – Marlboro FX3B e um segundo carro foi construído. Dois novos pilotos foram contratados, Howden Ganley da Nova Zelândia e Nanni Galli da Itália.
Na primeira corrida na Argentina, Galli qualificou-se em 16º com Ganley em 19º e último do grid. O motor de Galli falhou na primeira volta, mas Ganley terminou a corrida, embora ele não tenha sido classificado por estar 17 voltas atrás do vencedor. [4] A equipe se saiu melhor no Brasil com Ganley terminando em sétimo e Galli em
Frank Williams Racing Cars (1969–1975) Politoys and the FX3 [editar]
A petrolífera francesa Motul entrou a bordo para a temporada de 1972, permitindo que Williams comprasse um novo March 721 para Pescarolo, [1] enquanto o apoio da fabricante italiana de brinquedos Politoys forneceu dinheiro para construir um chassi interno. Do (não campeonato) Grande Prêmio do Brasil, Carlos Pace foi inscrito em março de 711 do ano anterior, depois ficando em quinto lugar no Grande Prêmio da Bélgica.
O Politoys FX3 projetado por Len Bailey era um carro com motor Cosworth convencional com uma caixa de câmbio Hewland FG400. Ele estreou nas mãos de Pescarolo no Grande Prêmio da Inglaterra, mas a direção falhou e o carro foi seriamente danificado. [2] Pescarolo voltou para seu março de 721 enquanto o Politoys era reconstruído. Em sua última aparição como o Politoys FX3, Chris Amon dirigiu o carro para a equipe no final da temporada fora do Campeonato Mundial de 1972 na Corrida de Vitória do Campeonato Mundial em Brands Hatch, mas se classificou apenas em 20º e se aposentou com falha no motor.
A Motul e a Politoys retiraram o apoio no final de 1972, mas Williams conseguiu atrair o apoio da gigante de cigarros Marlboro e da fabricante italiana de carros esportivos Iso Autoveicoli S.p.A. para a temporada de 1973. O Politoys FX3 foi atualizado como o Iso – Marlboro FX3B e um segundo carro foi construído. Dois novos pilotos foram contratados, Howden Ganley da Nova Zelândia e Nanni Galli da Itália.
Na primeira corrida na Argentina, Galli qualificou-se em 16º com Ganley em 19º e último da grelha. O motor de Galli falhou na primeira volta, mas Ganley terminou a corrida, embora ele não tenha sido classificado por estar 17 voltas atrás do vencedor. [4] A equipe se saiu melhor no Brasil com Ganley terminando em sétimo e Galli em nono. [5] Galli se machucou ao testar um carro esportivo e foi substituído na corrida seguinte na África do Sul pelo piloto local Jackie Pretorius. Pretorius retirou seu FX3B na metade da corrida com problemas de superaquecimento, mas Ganley conseguiu o décimo, embora seis voltas voltas atrás. [6]
O FX3B havia se tornado obsoleto nesta época devido a novos regulamentos de estrutura e foi substituído pelo novo Iso-Marlboro IR. No entanto, o FX3B foi usado em duas corridas que não fazia parte do campeonato; na Corrida dos Campeões de 1973, Tony Trimmer competiu com um FX3B e terminou a corrida no quarto lugar, enquanto Ganley retirou seu carro com problemas de manuseio. [7] O neozelandês também se retirou na última corrida do FX3B, o BRDC International Trophy de 1973, desta vez com baixa pressão de óleo. [8]

### Wolf – Williams Racing (1976)
Antes do início da temporada de 1976, o milionário canadense do petróleo Walter Wolf comprou 60% da Frank Williams Racing Cars e a equipe se tornou a Wolf – Williams Racing. No entanto, Frank Williams foi mantido como chefe da equipe. Logo depois, Harvey Postlethwaite chegou como engenheiro-chefe. Simultaneamente, Wolf comprou alguns os ativos da equipe Hesketh Racing. A equipe estava baseada nas instalações da Williams em Reading, mas usava a maioria dos carros e equipamentos que pertenciam à Hesketh. A equipe herdou o carro Hesketh 308C usado pela Hesketh Racing durante as corridas finais de 1975, renomeando-o como Wolf – Williams FW05 e o Williams FW04 foi renomeado da mesma forma como Wolf – Williams FW04, embora tenha sido usado apenas na corrida de abertura da temporada, o Grande Prêmio do Brasil de 1976.
No final da temporada, Wolf decidiu reestruturar a equipe, retirando Frank Williams do cargo de chefe de equipe. Desiludido, Williams deixou a equipe completamente, para montar a Williams Grand Prix Engineering com Patrick Head em 1977. Wolf comprou 100% da Wolf – Williams Racing e a equipe se tornou a Walter Wolf Racing.

## Resultados na Fórmula 1
| Ano  | Chassis/Motor/ Pneus       | Pilotos    | 1   | 2   | 3   | 4   | 5   | 6   | 7   | 8   | 9   | 10  | 11  | 12  | 13  | 14  | 15  | 16  | Pontos | Pos. |
| ---- | -------------------------- | ---------- | --- | --- | --- | --- | --- | --- | --- | --- | --- | --- | --- | --- | --- | --- | --- | --- | ------ | ---- |
| 1975 | FW FW04 Cosworth V8 G      |            | ARG | BRA | RSA | ESP | MON | BEL | SWE | NED | FRA | GBR | GER | AUT | ITA | USA |     |     | 6      | 9°   |
| 1975 | FW FW04 Cosworth V8 G      | Merzario   | NC  | Ret | Ret | Ret | DNQ | Ret |     |     |     |     |     |     |     |     |     |     | 6      | 9°   |
| 1975 | FW FW04 Cosworth V8 G      | Laffite    | Ret | 11  | NC  |     | DNQ | Ret |     | Ret | 11  | Ret | 2   | Ret | Ret | DNS |     |     | 6      | 9°   |
| 1975 | FW FW04 Cosworth V8 G      | Brise      |     |     |     | 7   |     |     |     |     |     |     |     |     |     |     |     |     | 6      | 9°   |
| 1975 | FW FW04 Cosworth V8 G      | Magee      |     |     |     |     |     |     | 14  |     |     |     |     |     |     |     |     |     | 6      | 9°   |
| 1975 | FW FW04 Cosworth V8 G      | Scheckter  |     |     |     |     |     |     | Ret | 12  |     |     |     |     |     |     |     |     | 6      | 9°   |
| 1975 | FW FW04 Cosworth V8 G      | Migault    |     |     |     |     |     |     |     |     | DNS |     |     |     |     |     |     |     | 6      | 9°   |
| 1975 | FW FW04 Cosworth V8 G      | Ashley     |     |     |     |     |     |     |     |     |     | DNA | DNS |     |     |     |     |     | 6      | 9°   |
| 1975 | FW FW04 Cosworth V8 G      | Vonlanthen |     |     |     |     |     |     |     |     |     |     |     | Ret |     |     |     |     | 6      | 9°   |
| 1975 | FW FW04 Cosworth V8 G      | Zorzi      |     |     |     |     |     |     |     |     |     |     |     |     | 14  |     |     |     | 6      | 9°   |
| 1975 | FW FW04 Cosworth V8 G      | Lombardi   |     |     |     |     |     |     |     |     |     |     |     |     |     | DNS |     |     | 6      | 9°   |
| 1976 | FW FW04 FW05 Cosworth V8 G |            | BRA | RSA | USW | ESP | BEL | MON | SWE | FRA | GBR | GER | AUT | NED | ITA | CAN | USA | JPN | 0      | -    |
| 1976 | FW FW04 FW05 Cosworth V8 G | Ickx       | 8   | 16  | DNQ | 7   | DNQ | DNQ |     | 10  | DNQ |     |     |     |     |     |     |     | 0      | -    |
| 1976 | FW FW04 FW05 Cosworth V8 G | Zorzi      | 9   |     |     |     |     |     |     |     |     |     |     |     |     |     |     |     | 0      | -    |
| 1976 | FW FW04 FW05 Cosworth V8 G | Leclere    |     | 13  | DNQ | 10  | 11  | 11  | Ret | 13  |     |     |     |     |     |     |     |     | 0      | -    |
| 1976 | FW FW04 FW05 Cosworth V8 G | Zapico     |     |     |     | DNQ |     |     |     |     |     |     |     |     |     |     |     |     | 0      | -    |
| 1976 | FW FW04 FW05 Cosworth V8 G | Belsø      |     |     |     |     |     |     | DNA |     |     |     |     |     |     |     |     |     | 0      | -    |
| 1976 | FW FW04 FW05 Cosworth V8 G | Merzario   |     |     |     |     |     |     |     |     |     | Ret | Ret | Ret | DNS | Ret | Ret | Ret | 0      | -    |
| 1976 | FW FW04 FW05 Cosworth V8 G | Kessel     |     |     |     |     |     |     |     |     |     |     |     |     | DNA |     |     |     | 0      | -    |
| 1976 | FW FW04 FW05 Cosworth V8 G | Amon       |     |     |     |     |     |     |     |     |     |     |     |     |     | DNS |     |     | 0      | -    |
| 1976 | FW FW04 FW05 Cosworth V8 G | Brown      |     |     |     |     |     |     |     |     |     |     |     |     |     |     | 14  |     | 0      | -    |
| 1976 | FW FW04 FW05 Cosworth V8 G | Binder     |     |     |     |     |     |     |     |     |     |     |     |     |     |     |     | Ret | 0      | -    |

(Legenda)